# Mausoleo di Celestino V
Il mausoleo di Celestino V è il monumento funebre di papa Celestino V, situato nella basilica di Santa Maria di Collemaggio all’Aquila.
È stato realizzato nel 1517 ad opera di Girolamo da Vicenza.

## Storia
Pietro da Morrone — divenuto papa Celestino V nel 1294 e passato alla storia per aver rinunciato al pontificato — morì il 19 maggio 1296 a Fumone. Inizialmente venne sepolto a Ferentino, nella chiesa di Sant'Antonio, e nel 1313 venne canonizzato da papa Clemente V come confessore.
Nel 1327 — allo scoppio della guerra con Anagni ed avendo avuto sentore della volontà degli aquilani di spostare il santo in Abruzzo — i cittadini di Ferentino trasferirono la salma all'interno delle mura, nella chiesa di Sant'Agata, in modo da prevenire meglio eventuali furti; nonostante ciò, i monaci celestini Biagio da Forcapalena e Pietro da Rascino riuscirono con uno stratagemma a far uscire le spoglie dalla chiesa per poi muoverle alla volta dell'Aquila. Il corpo di Celestino V giunse all'Aquila il 27 gennaio 1327 per essere collocato all'interno della basilica di Santa Maria di Collemaggio che lui stesso aveva fatto realizzare e nella quale era stato incoronato pontefice; per l'occasione, in città furono proclamati tre giorni di festeggiamenti.
Nella città abruzzese, già dal 1316, ad un anno di distanza dal terremoto che aveva danneggiato la basilica, le Arti Aquilane si erano prodigate per realizzare la cappella del santo, il cui completamento avvenne nel 1327 grazie ad una cospicua donazione di Mattia Camponeschi dell'omonima famiglia aquilana. La cappella ne affiancava un'altra dedicata a San Giovanni Battista ed entrambe erano probabilmente collocate alla destra dell'altare maggiore, per cui è deducibile che l'impianto originario della chiesa prevedesse un'abside suddivisa in cinque tribune, poi modificato nella seconda fase costruttiva dell'edificio. Secondo altre fonti, invece, il corpo del santo era collocato nella cripta.

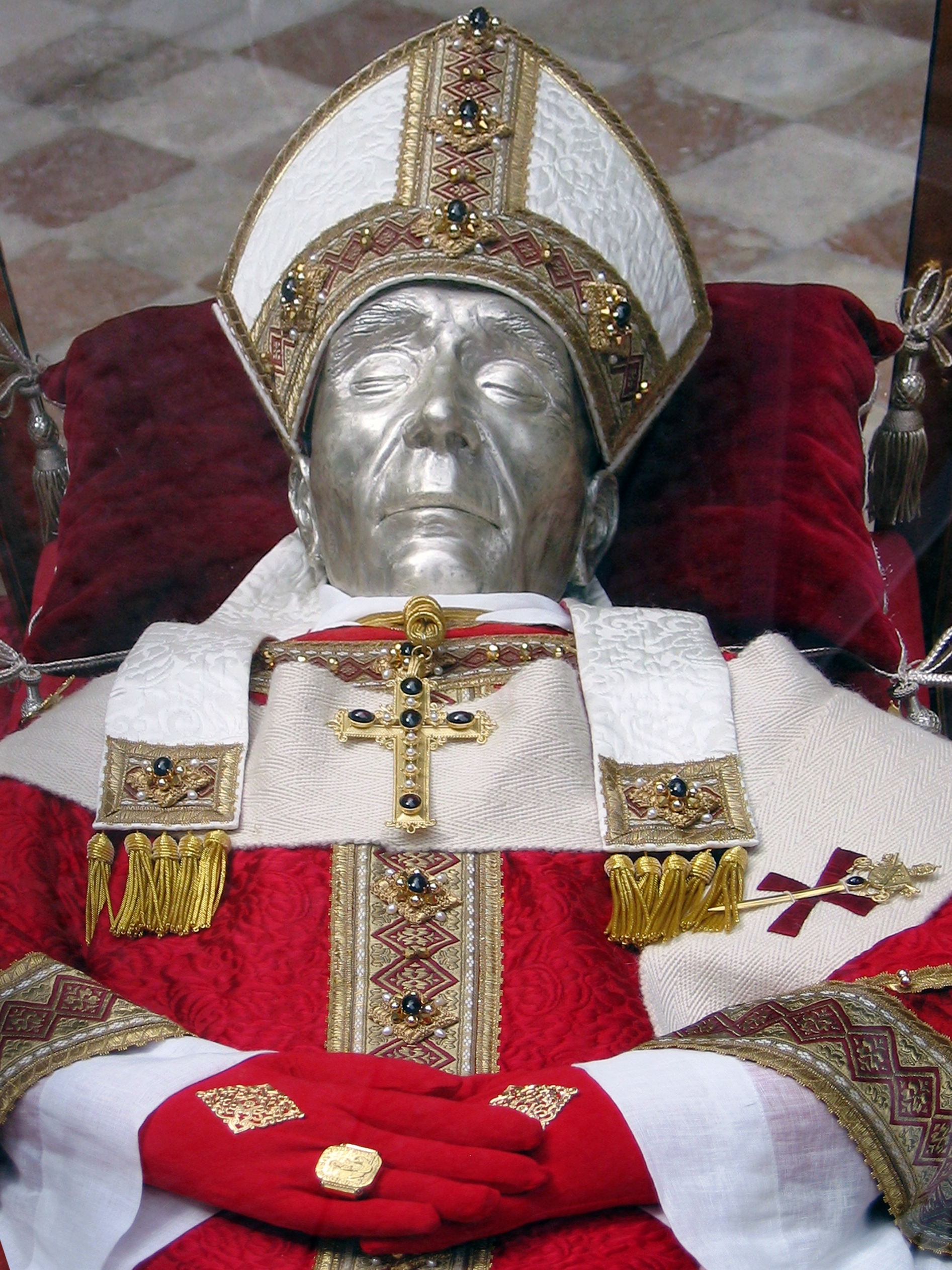
L'urna contenente le spoglie di papa Celestino V.

L'attuale mausoleo venne invece eretto nel Cinquecento ad imitazione del monumento funebre dedicato a San Bernardino da Siena e realizzato tra il 1489 ed il 1505 nell'omonima basilica. Il mausoleo venne costruito in stile rinascimentale nel 1517, ad opera dello scultore vicentino Girolamo Pittoni, meglio noto come Girolamo da Vicenza. L'opera venne finanziata interamente dall'Arte aquilana della Lana ed è considerata un capolavoro dell'arte rinascimentale. L'altare venne aggiunto esattamente un secolo dopo, nel 1617.
Nei secoli successivi il corpo di papa Celestino V subì trasferimenti temporanei, per lo più dovuti ai continui lavori sulla basilica, come nel caso del restauro morettiano (1969-1973) quando il corpo del santo venne traslocato nel monastero di San Basilio. Il 18 aprile 1988, dal mausoleo, si verificò il misterioso furto della salma; le spoglie dell'eremita vennero recuperate due giorni dopo all'interno di un loculo del cimitero di Roccapassa — tra Amatrice (RI) e Montereale (AQ), a circa 40 km dall'Aquila — ma i mandanti del furto non furono mai scoperti. Dopo aver nuovamente ricevuto i sigilli della Chiesa a San Basilio, il corpo di Celestino V rientrò nella basilica la sera del 25 aprile con una solenne cerimonia.
Il mausoleo è rimasto danneggiato dal terremoto del 2009 che ha gravemente colpito l'edificio. Il 20 agosto 2013 la teca contenente le spoglie del santo, rimasta intatta, è stata trasferita in altre chiese cittadine — dapprima nella basilica di San Giuseppe Artigiano quindi nell'oratorio di San Giuseppe dei Minimi — per consentire i lavori di restauro della basilica e dello stesso mausoleo, iniziati nel 2015. Il 20 dicembre 2017, alla riapertura della basilica e al termine di una solenne cerimonia, il corpo di Celestino V è stato nuovamente ricollocato all'interno del suo sepolcro.

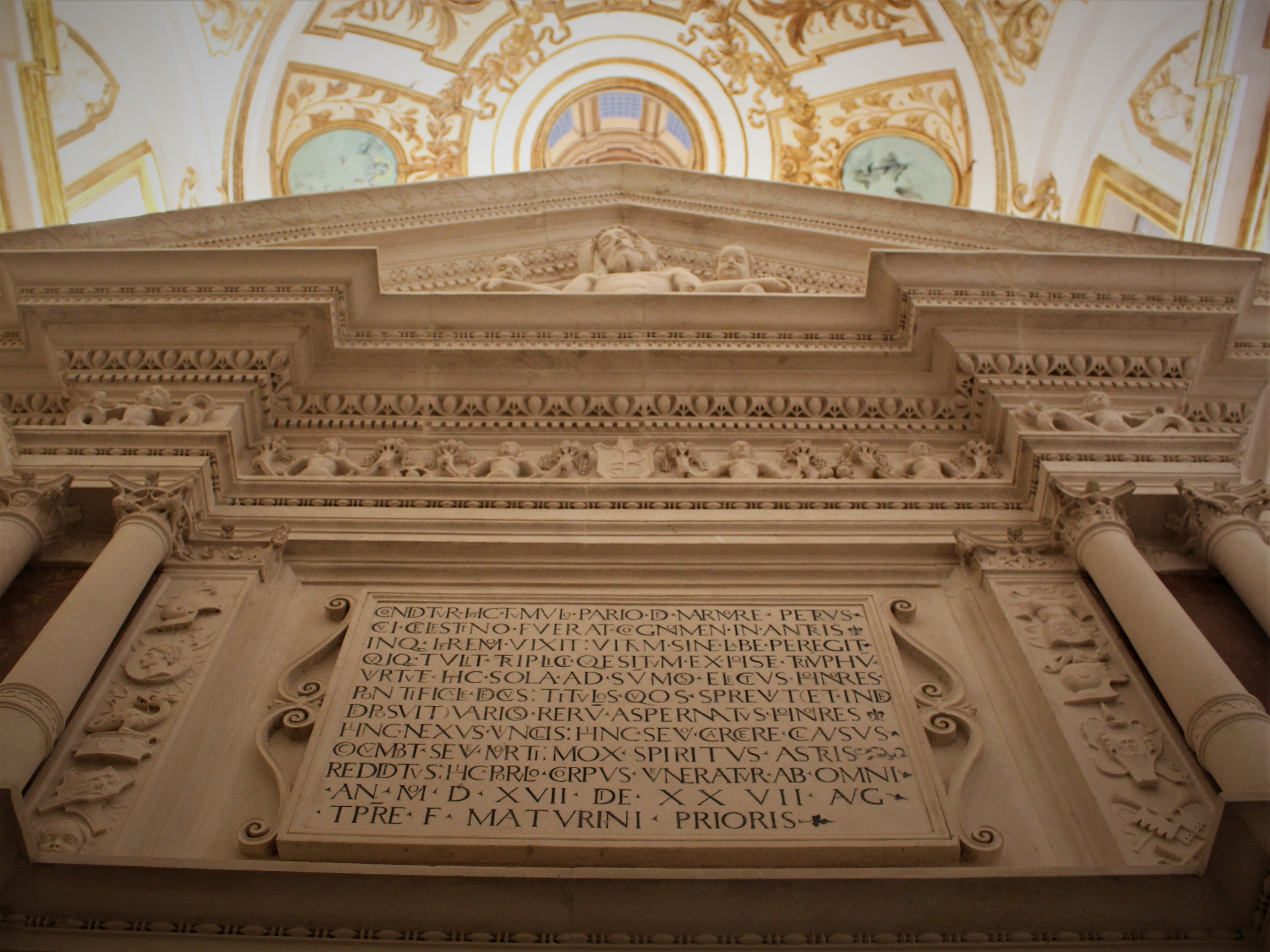
Dettaglio del frontone sul retro del mausoleo.

## Descrizione
Il mausoleo è situato nell'abside di destra della basilica di Santa Maria di Collemaggio. Le similitudini con il quasi coevo mausoleo di San Bernardino, realizzato da Silvestro dell'Aquila nell'omonima basilica, sono evidenziate sia dal Serra che dal Moretti, mentre il Gavini ritiene che tra i due monumenti vi siano pochi tratti in comune, fermo restando lo stesso schema architettonico.
Il monumento, in pietra e con rivestimento in marmo, presenta un basamento con dimensioni di 3,32 metri sul lato maggiore e 2,76 metri sul lato minore; su di esso si impone il corpo principale, avente pianta pressoché quadrata con dimensioni di 2,76 metri sul fronte e 2,28 metri sui prospetti laterali. L'altezza massima è di 5,65 metri calcolata dalla base sino al vertice del timpano, mentre lo spessore delle pareti è di circa 40 centimetri. Nel complesso, le dimensioni si presentano proporzionali all'unità di misura del palmo romano. In alzato il sepolcro si suddivide in due livelli, con le quattro pareti ornate da partiti a colonnine e pilastri finemente decorati terminanti in un frontone finale. L'apparato decorativo è particolarmente ricco e si concentra sulle cornici e sul frontone.
Prospiciente al monumento è l'altare aggiunto nel 1617 mentre sul prospetto retrostante, protetta da una cancellata in ferro e bronzo, è collocata la porta di accesso alla tomba. Al di sopra dell'ingresso è collocata un'iscrizione.
Il corpo di papa Celestino V è collocato in un'urna in legno dorato che sostituisce l'originale in argento, trafugata da Filiberto di Chalon nel 1528, nonché la successiva del 1646, sottratta poi dai francesi nel 1799. L'urna è protetta da una teca in vetro antiproiettile e di un sistema d'allarme, resi necessari in seguito al furto del 1988.